# K-1 World MAX 2004 World Tournament Final
K-1 World MAX 2004 World Tournament Final was een lichtgewicht K-1-evenement waaraan in totaal veertien vechters deelnamen. Het evenement vond op woensdag 7 juli 2004 plaats in het Yoyogi National Gymnasium te Tokio, Japan. De acht finalisten waren afkomstig uit zeven landen. Er waren 14.819 toeschouwers.

## Overzicht wedstrijden

### Openingswedstrijd
| Takashi Ohno | vs | Vincent Swaans |

### Superfight
| Norifumi KID Yamamoto | vs | Kazuya Yasuhiro |

Voor deze partij golden Special Mixed Rules:
- Vijf touwen om de ring
- Buiten de touwen geraken betekent hervatting van de partij in het midden van de ring
- Handschoenen met open vingers
- Vier rondes van drie minuten met pauzes van één minuut
- Eerste en derde ronde volgens K-1 regels
- Tweede en vierde ronde volgens romanex regels
- Geen verlenging; bij gelijkspel geen winnaar

### Reservewedstrijd
| Duane Ludwig | vs | Serkan Yilmaz |

### Kwartfinale
| Takayuki Kohiruimaki | vs | Mike Zambidis         |
| Buakaw Por. Pramuk   | vs | John Wayne Parr       |
| Masato               | vs | Jadamba Narantungalag |
| Albert Kraus         | vs | Shamil Gaidarbekov    |

### Halve finale
| Takayuki Kohiruimaki | vs | Buakaw Por. Pramuk |
| Masato               | vs | Albert Kraus       |

### Finale
| Masato | vs | Buakaw Por. Pramuk |